# Ташкентский государственный аграрный университет
Ташкентский государственный аграрный университет (ТашГАУ) — старейшее и крупнейшее сельскохозяйственное высшее учебное заведение Центральной Азии. Университет осуществляет подготовку специалистов в области сельского хозяйства, научно-педагогических кадров, ведутся научно-исследовательские работы.

## История
Формирование Ташкентского государственного аграрного университета, как и многих высших учебных заведений Центральной Азии связано с Национальным университетом им. Мирзо Улугбека, организованного в 1918 году местной интеллигенцией. В 20-е годы в его состав входили 8 сельско-хозяйственных факультетов. 26 мая 1930 года на базе этого факультета был основан Средне Азиатский сельскохозяйственный институт, а после нескольких изменений в октябре 1934 года он был переименован в Ташкентский институт сельского хозяйства. В апреле 1991 года единственный в Центральной Азии высшее учебное заведение получило статус Ташкентского государственного аграрного университета.
За время своего существования подготовил более 64 тысяч, в том числе, в годы независимости около 24 тысяч специалистов и бакалавров и более 1100 магистров.
В настоящее время 90 % педагогов и 70 % студентов принимают участие в научных исследованиях. Эти исследования ведутся на основе государственных и международных грантов по актуальным темам. С 2009 ведётся работа по 44 научным проектам по грантам Республики Узбекистан и по 2 проектам международных грантов.
При университете действует сельскохозяйственная научно-опытная станция, 4 научно-исследовательских центра:
- биотехнологии растений,
- биологической защиты растений,
- Агротехнологии «Биомарказ»,
- «Фунгицентр».

В университете работают лаборатории: качества волокна хлопчатника, качества молока, качества шерсти, агрофизические и другие лаборатории, лаборатории эрозии почв: микробиологические, биохимические, агрохимические, которые эффективно используются в научных исследованиях, а также в учебном процессе.
В настоящее время ТАШГАУ ведет подготовку специалистов только по очной форме обучения.
30 сентября 2024 по неизвестным причинам произошел пожар в одном из корпусов университета.

## Агробиология
На семи факультетах ведется подготовка кадров по 19 направлениям бакалавриата и 23 специальностям магистратуры. В университете созданы все условия для гармоничного развития студентов. Занятия проводятся на узбекском и частично — на русском языках.
- Факультет «Агробиологии»
  - Бакалавриат
    - Агрономия (по видам сельскохозяйственной продукции)
    - Селекция и семеноводство сельскохозяйственных культур (по видам культур)

  - Магистратура
    - Агрономия
    - Растениеводство (по группам культур)
- Факультет «Плодоводства, овощеводства и виноградарства»
  - Бакалавриат
    - Плодоводства и виноградарство- Овощеводство, садоводство и картофель
    - Организация и ведение тепличного хозяйства
    - Агробиотехнология
    - Экологическая безопасность в сельском хозяйстве

  - Магистратура
    - Овощеводство и бахчеводство
    - Плодоводство
    - Виноградарство и первичная переработка винограда
    - Картофелеводство
    - Плодоводство и овощеводство защищенного грунта
    - Биотехнология в области плодоводства и овощеводства
- Факультет «Защиты растений и агрохимии»
  - Бакалавриат
    - Агрохимия и агропочвоведения
    - Защита растений
    - Карантин растений и сельскохозяйственной продукции

  - Магистратура
    - Агропочвоведения и агрофизика (по отраслям)
    - Агрохимия
    - Защита растений (по методам)
    - Энтомология
    - Фитотерапия
    - Карантин растений и сельскохозяйственной продукции
- Факультет «Хранения и переработки продукции на основе инновационных технологий»
  - Бакалавриат
    - Технология хранения и первичной переработки сельскохозяйственной продукции (по видам продукции)
    - Стандартизация и сертификация сельскохозяйственной продукции

  - Магистратура
    - Технология хранения и первичной переработки сельскохозяйственной продукции (по видам продукции)
- Факультет «Агрологистика и бизнес»
  -     - Агробизнес и инвестиционная деятельность
    - Агрологистика
    - Бухгалтерский учет в агропромышленности

  - Магистратура
    - Ангробизнес и инвестиционная деятельность
- Факультет «Лесного хозяйство и декоративного садоводства»
  - Бакалавриат
    - Лесоводство
    - Ландшафтное садоводство и озеленение
    - Технология выращивания и переработки лекарственных растений

  - Магистратура
    - Лесоводство
    - Технология выращивания лекарственных растений
    - Озеленение жилых помещений и ландшафтный дизайн
    - Ландшафтное озеленение
    - Декоративное садоводство
- Факультет «Шелководство и тутоводство»
  - Бакалавриат
    - Шелководство и тутоводство
    - Рыбоводство

  - Магистратура
    - Шелководство
    - Тутоводство
    - Рыбоводство

## Известные выпускники
- Шухрат Мадаминович Ганиев